# William Empson
Sir William Empson (27. září 1906 Yokefleet – 15. dubna 1984 Londýn) byl anglický básník, publicista a literární vědec.
Pocházel z yorkshirské nižší pozemkové šlechty. Vystudoval Winchester College a postoupil na Univerzitu v Cambridgi, kde se zabýval zprvu matematikou a později se zaměřil na anglistiku pod vedením Ivora Armstronga Richardse. V roce 1929 byl vyloučen ze školy za „nemravnost“ poté, co u něj byly nalezeny prezervativy, a bylo mu nařízeno opustit město Cambridge.
Po odchodu z univerzity žil mezi bohémy v londýnské čtvrti Bloomsbury a živil se psaním pro noviny, pak působil jako pedagog v Japonsku a Číně. V roce 1939 se vrátil od Anglie a za války pracoval v BBC World Service. Po válce učil v Číně, Spojených státech a na londýnské Gresham College, v letech 1954 až 1972 působil na Sheffieldské univerzitě. Byl přijat do Britské akademie a Americké akademie umění a věd. V roce 1979 byl povýšen do rytířského stavu.
Jeho stěžejním teoretickým dílem je Sedm typů víceznačnosti (Seven Types of Ambiguity), vydané roku 1930. Vyvinul metodu „podrobného čtení“, z níž vycházelo hnutí New Criticism. Je také autorem knih Buddhova tvář, v níž zúročil své zkušenosti s východoasijskou kulturou, a Miltonův bůh, v níž odmítá křesťanskou morálku na základě analýzy Miltonova díla Ztracený ráj. Empsonova poezie, která vyšla roku 1956 v souboru Collected Poems, se vyznačuje racionalitou a ironií, námětově je ovlivněna metafyzikou Johna Donna.
Jeho manželkou byla sochařka Hetta Empsonová, pocházející z Jižní Afriky.